# Giovanni Simeone
Giovanni Pablo Simeone Baldini (Buenos Aires, 1995. július 5. –) spanyol születésű argentin válogatott labdarúgó, a Torino játékosa kölcsönben a Napoli csapatától.

## Pályafutása

### A válogatottban
Tagja volt a 2015-ös Dél-amerikai U20-as labdarúgó-bajnokságon aranyérmet szerző argentin csapatnak. Kilenc találatával ő lett a torna gólkirálya.
2018. szeptember 8-án a Guatemala elleni barátságos mérkőzésen góllal mutatkozott be az argentin válogatottban.

## Sikerei, díjai

### Klub
- River Plate
  - Argentin bajnok: 2014 Final
  - Copa Sudamericana: 2014
  - Recopa Sudamericana: 2015
  - Copa Libertadores: 2015

- Napoli
  - Olasz bajnok: 2022–23,[5] 2024–25

### Válogatott
- Argentína U20
  - Dél-amerikai U20-as labdarúgó-bajnokság: 2015

### Egyéni
- Dél-amerikai U20-as labdarúgó-bajnokság gólkirály: 2015
- Serie A – A hónap játékosa: 2021 október[6]

## Család
Apja, Diego Simeone argentin labdarúgó, edző, aki a harmadik legtöbb válogatottsággal rendelkezik Argentínában, a spanyol Atlético Madrid vezetőedzője. Testvérei is labdarúgók. Gianluca a CD Tudelano, míg Giuliano a Deportivo Alavés játékosa.